# Portage la Prairie
Portage la Prairie és una petita vila a la regió dels Central Plains Region, a Manitoba, Canadà. L'any 2011 tenia 12.996 habitants i ocupava una superfície de 24,67 km². Es troba a una altitud de 261 metres. Portage la Prairie es troba a uns 75 km a l'oest de Winnipeg, al llarg de la Trans-Canada Highway i a la riba del riu Assiniboine, prop del Llac Manitoba
Segons Environment Canada, Portage la Prairie té el màxim d'insolació del Canadà durant els mesos càlids. El seu clima segons la Classificació de Köppen és continental humit (Dfb). La temperatura mitjana anual és de 3,6 °C, essent la temperatura mitjana del mes més fred gener amb -14,3 i la del més càlid juliol amb 20,3 °C. La precipitació mitjana anual és de 500 litres amb el màxim a l'estiu.
Té la seu administrativa de la reserva ameríndia dels Dakota Tipi de les First Nations

## Història
Aquesta zona estava habitada pels amerindis de les First Nations, abans de l'arribada dels europeus cap a 1850. El setembre def 1738, l'explorador i comerciant de pells francès Pierre Gaultier de Varennes, sieur de La Vérendrye en va fer una base del comerç de pells.
L'any 1851, Archdeacon William Cochrane (Cockran) de l'Església anglicana, John McLean, i d'altres colonitzadors van comprar les primeres terres als amerindis. Hi van construir una església i una escola (1854). Les terres de la zona van resultar fèrtils per l'agricultura. L'any 1857 es va formar el govern local.
A la dècada de 1880 tenia uns 3000 habitants.
El 1907, Portage va ser incorporada com a ciutat.
Durant la Segona Guerra Mundial, la Royal Canadian Air Force hi construí la Base de Portage la Prairie per donar suport al British Commonwealth Air Training Plan. La prioirtat d'aquesta base van ser els tràfic dels U-boat alemanys.
L'etimologia d'aquesta vila deriva del francès portage, que significa que es transporta una canoa per la terra després de passar entre vies d'aigua. En aquest cas el "portage" és entre el riu Assiniboine i el Llace Manitoba, per sobre de la prairie.